# Saprosites sternalis
Saprosites sternalis är en skalbaggsart som beskrevs av Blackburn 1904. Saprosites sternalis ingår i släktet Saprosites och familjen Aphodiidae. Inga underarter finns listade i Catalogue of Life.